# Neodesmus juvenis
Neodesmus juvenis är en mångfotingart som beskrevs av Cook 1897. Neodesmus juvenis ingår i släktet Neodesmus och familjen Gomphodesmidae. Inga underarter finns listade i Catalogue of Life.